# Karl-Otto Apel
Karl-Otto Apel, född 15 mars 1922 i Düsseldorf, död 15 maj 2017 i Niedernhausen i Hessen, var en tysk filosof, professor i Kiel 1962-69, i Saarbrücken 1969-72 och sedan år 1972 i Frankfurt am Main. Han var inspirerad av bland annat Ludwig Wittgenstein.
I sitt tänkande har Apel försökt förena transcendentalfilosofi och språkfilosofi. Med utgångspunkt i en konsensusteori om sanning har han bland annat utvecklat idén om den ideala kommunikationsgemenskapen. Några av hans främsta och mest kända arbeten är Die Idee der Sprache in der Tradition des Humanismus von Dante bis Vico år 1963, Transformation der Philosophie (1-2 1973-76), Die 'Erklären-Verstehen'-Kontroverse in transzendentalpragmatischer Sicht (1979), Charles S. Peirce: From Pragmatism to Pragmaticism år 1995 samt From a Transcendental-Semoitic Point of View år 1998.
I flera arbeten har Karl-Otto Apel även intresserat sig för den praktiska filosofins problem och behandlat begrepp som förnuft, rationalitet och värdefrihet. År 1994 kom boken Selected Essays översattes även till svenska samma år, den svenska titeln är Etik och kommunikation.